# 安全牌・危険牌
安全牌（あんぜんはい）、危険牌（きけんはい）とは、麻雀の用語のひとつで、テンパイしている他者に和了（ロン）されないことが確実な牌を安全牌、他者の和了牌となっている可能性が高い牌を危険牌と呼ぶ。
安全牌は安牌（アンパイ）とも言う。
転じて、麻雀以外でも安全策を行なう事を安全牌を切ると表現する事もある。

## 安全牌

### 確実な安全牌
1. テンパイ者が既に捨てている牌（現物牌）
2. テンパイ者がリーチをかけている場合、リーチ後に捨てられた全ての牌。
3. テンパイ者が牌を捨ててから自分にツモが回ってくるまでに他家が捨てた牌。（非山越し）
4. 萬子・筒子・索子の3（または7）の数牌が場に4枚見えている場合で、2（7の場合は8）の数牌が自分の手を含めて4枚見えている時の、2（7の場合は8）の数牌。
5. 么九牌のどれか1つが場に4枚見えている場合で、字牌のどれかが自分の手を含めて4枚見えている時の、その字牌。

1.～3.については、いずれもテンパイ者にとってはフリテンとなるため、これらの牌を捨ててもアガられることは絶対にない（アガるとフリテンによる反則でチョンボとなってしまう）。
なお、リーチ者が2人、3人と増えてくると、全員に対する安全牌（共通安全牌）も限られてくるため、テンパイどころかオリるのも困難である。この場合、場の状況から安全と見込まれる牌を捨てたり、安そうなリーチ者に故意に振り込んで、その局を終わらせる（差し込み）のも一つの手である。
また、3.の詳細としては、自分の直前の手番に捨てられた牌は確実な安全牌である。捨てた者にとっては現物牌となるし、ほかの2人にとっても非山越しであるため、仮にダマテンであったとしてもアガることができないからである。これを利用して、直前の捨牌と同じ牌を捨てることを合わせ打ちといい、振り込み回避の基本テクニックとされている。
4.の詳細は、例としてが場に4枚見えているとする。そして自分の手の中にを4枚持っていた場合、このは確実な安全牌である。なぜならが場に4枚見えているということは、相手がの両面やの間張で待っていることはあり得ない。そしてシャンポン待ちや単騎も、牌の枚数は4枚までなのであり得ないため安全である。
5.については、么九牌のどれか1つが場に4枚見えている時点で相手に国士無双の可能性が消滅しているのと、手牌込みで4枚見えているということは字牌のシャンポン待ちと単騎待ちの可能性がないため、確実な安全牌となる。
相手に対して絶対振り込むことがない牌を、国際安全牌と表現する場合がある。

### 安全である可能性が高い牌
以下にあげるものは、テンパイ者が両門待ちであることを前提として推測されるものである。よって、カンチャン待ちなどに対して放銃する恐れもあるので注意されたい。
- スジ牌

現物牌につながる搭子の両門待ちはフリテンとなるため、その牌の左右に2間飛ばした牌は通りやすいと考えられる。
たとえば、を捨てている者に対するとのような牌。
ただし、これを逆用してスジ牌をカンチャンなどで待つ戦術（スジ引っ掛け）もあるため、これ単独では安全牌の予測法としての信頼度はやや低めである。
- ノーチャンス牌

自分から見える牌、すなわち、自分の手持ちの牌、全員の捨て牌、全員の副露牌、ドラ表示牌の中に、同じものが4枚ある場合、その牌を壁（カベ）といい、これを使用した搭子は誰も持っていないということを利用した予測法。
たとえば、自分からが4枚見えているとする。この場合、他家がの搭子で待っていることはありえないためは安全であると予想できる同様に、、もありえないため、も安全と予想できる。（ただしに関してはの搭子による待ちがありえるため安全とは言えない）
- 切れている字牌

字牌は順子にならず「両門待ちであるかそれ以外の変則待ちであるか」と言う読みをする必要が無く、いくらか簡単である。
河と自分の手牌（とドラ表示牌）で4枚とも見えている字牌は聴牌者が持っていることはありえないため、国士無双以外にあたる可能性はなく、かなり安全と言える。もちろん么九牌がほとんど捨てられていないなど、国士無双狙いの可能性がある場合は注意が必要であるが、聴牌者が既に副露しているなど、国士無双の可能性が否定される状況では確実な安牌となる。
河と自分の手牌で3枚見えている字牌は4枚見えている場合ほどではないものの、比較的安全と考えられる。聴牌者がその字牌を持っているとしても1枚だけであり、必ず単騎待ちになる。単騎待ちであるか否かを見破るのは至難なので「安牌だ」と確定して捨てるのは難しいが、単騎待ちでも絡められる役はあまり多くは無いので、時には「もし当たっても失点は少ないだろう、高い手に振り込むよりは遥かにいい」として切る事も出来る。

## 危険牌
以下のものは必ずしも全ての場合にあてはまるものではなく、特に放銃しやすさについては統計的分析も経ていないものが多いことに留意されたい。
- 包牌

 をポンしている相手に対する切りなど。ポン(または大明槓)されれば包（パオ）になるし、すでに役満をテンパイしている可能性もある。
- 生牌（初牌）

その局が始まってから一枚も切れていない牌。特に、中盤以降あるいはリーチ以降に、それまで一枚も捨てられていない字牌、とりわけ役牌を捨てることは危険とされる。（役牌が危険なのは、主に放銃した場合の点数が高いため）
中盤以降まで一枚も切れていない字牌を引いてきたとする。それが残り3枚とも少ない山に眠っている可能性は低く、序盤に1枚だけ引いてきたら切ることが多いので、他家が2枚以上持っている確率が高い。既に暗刻や確定した雀頭である場合は安全だが、一般には危険牌と考えられている。
スジ読みができない字牌や役牌の待ちを予想するのは、聴牌者がよほど露骨な役作りをしていない限りは一般に難しい。終盤に誰かのリーチが入った後に生牌の（対象者にとっての）役牌を掴んでしまった場合、それだけでオリる事も必要になってくる。
- 裏スジ、またぎスジ

捨牌の両隣の牌に対するスジ牌で、捨牌をまたぐように伸びるスジをまたぎスジ、逆側に伸びるスジを裏スジという。危険とされる理由については当該項目を参照。
- ドラ牌

ドラ牌であたられるとそれだけで1翻増える（満貫未満であれば点数が2倍になることに相当する）ため、他家がテンパイしているかもしれない中盤以降や、リーチが掛った後には捨てづらくなる。したがってドラ待ちリーチでは他家からの振り込みは期待薄になるが、あえてツモに賭ける場合や、追っかけリーチをかけるときにはある程度有効である（先にリーチした者は危険牌を掴んだからと言って止めることができないため）。
- ドラそば

誰しもドラを有効活用しようとするので、ドラを受け入れるためのドラの近隣牌は、他の数牌に比べて危険とされる。
- ドラスジ牌

ドラを両門待ちしているのであれば、必然的にそのスジ牌も危険となる。
- 間4間（あいだ4けん）

のように、4つ飛ばしで捨てられている状態。三萬に対する裏スジと八萬に対する裏スジが重複していることから危険が大きいとされる（この場合はのスジ）。
- 手牌の対子や暗刻（暗刻スジ）

自分の手牌に固めて持っているということは、相手の手には不足しがちで、結果としてそれを待っているケースがある。その一方で、残る牌を誰かが捨てた後は全て安全牌となる両面性を持っているので、他に比較的安全な牌が少ない場合、あえて暗刻を切っていく戦術もある。
- その他
  - 捨牌や副露の状況あるいは場の状況から捨てづらい牌
    - 特定種類の牌だけが極端に捨てられていない、あるいは特定種類の牌と字牌を鳴いている
混一色あるいは清一色の可能性が高く、その種類の牌や字牌が切りづらくなる。
    - 中張牌がランダムに切られているように見えるが、字牌や老頭牌の捨牌が極端に少ない
混老頭、清老頭、国士無双など大きな手に絡む牌が切りづらくなる。

  - 雀士の好み、戦術
    - あえて有り得ない待ちを好む雀士によっては、オタ風牌や一見何の関係もなさそうな（何の役にも絡まない）牌で待っていることがある。その雀士の戦術を熟知していればある程度危険牌を予感できるが、一般には見破ることは困難である。